# Giovanni Battista Consiglieri
Giovanni Battista Consiglieri (* 1491 in Rom; † 25. August 1559 in Rom) war Kardinal der Römischen Kirche.
Nach dem Studium der Literatur, der lateinischen und griechischen Sprache, heiratete er. Aus dieser Ehe gingen zwei Töchter hervor.
Als seine Frau verstorben war, trat Consiglieri in den kirchlichen Dienst. Er wurde Kleriker der Diözese Rom, Apostolischer Protonotar und Präsident der Apostolischen Kammer. Papst Paul IV. erhob ihn am 15. März 1557 zum Kardinal und ernannte ihn am 24. März 1557 zum Kardinaldiakon mit der Titeldiakonie Santa Lucia in Septisolio. Am 16. Dezember 1558 wechselte er auf die Titelkirche San Nicola in Carcere.